# Одесский археологический музей
Одесский археологический музей НАН Украины (укр. Одеський археологічний музей НАН України) — старейший на Украине археологический музей, входящий в состав Южного научного центра НАН Украины и МОН Украины.

## История музея
Основан в 1825 году как Одесский городской музей древностей. Его развитию способствовало созданное в 1839 году Одесское общество истории и древностей, которое имело право вести раскопки на юге Российской империи.
В разное время музей возглавляли Иван Павлович Бларамберг, стоявший у истоков музея, Эрнст Штерн, организовавший раскопки в Тире и на острове Березань, Михаил Болтенко, внёсший вклад в изучение жизни скотоводческих племён степей Украины в начале бронзового века, М. С. Синицин, воспитавший современную плеяду одесских археологов, Иван Тихонович Черняков, добившийся включения музея в систему Академии наук Украинской ССР (1971), открытия в нём «Золотой кладовой» (1970) и установки у фасада здания копии известной скульптурной группы «Лаокоон и его сыновья» (1971), Г. А. Дзис-Райко, исследователь античных поселений Нижнего Поднестровья и В. П. Ванчугов — специалист по эпохе поздний бронзы.
В Музее работали и работают известные учёные Пётр Осипович Карышковский, Анатолий Диомидович Бачинский, Исаак Бенционович Клейман, Э. И. Диамант, Сергей Борисович Охотников, Н. М. Секерская, Рима Дмитриевна Бондарь, Л. В. Субботин, Е. Ф. Редина и др.

## Экспонаты
В фондах музея хранится самая большая коллекция источников по древней истории Северного Причерноморья, она состоит из более 170 000 артефактов древней истории Юга Украины от каменного века до средневековья.
Представлена коллекция памятников Древнего Египта. Собрание египетских древностей — третье по величине в бывшем СССР. Здесь, в частности, представлены деревянные и каменный саркофаги, погребальный инвентарь (ушебти), каменные стелы, жертвенник, фрагменты папирусов c иероглифами и древнеегипетский ключ.

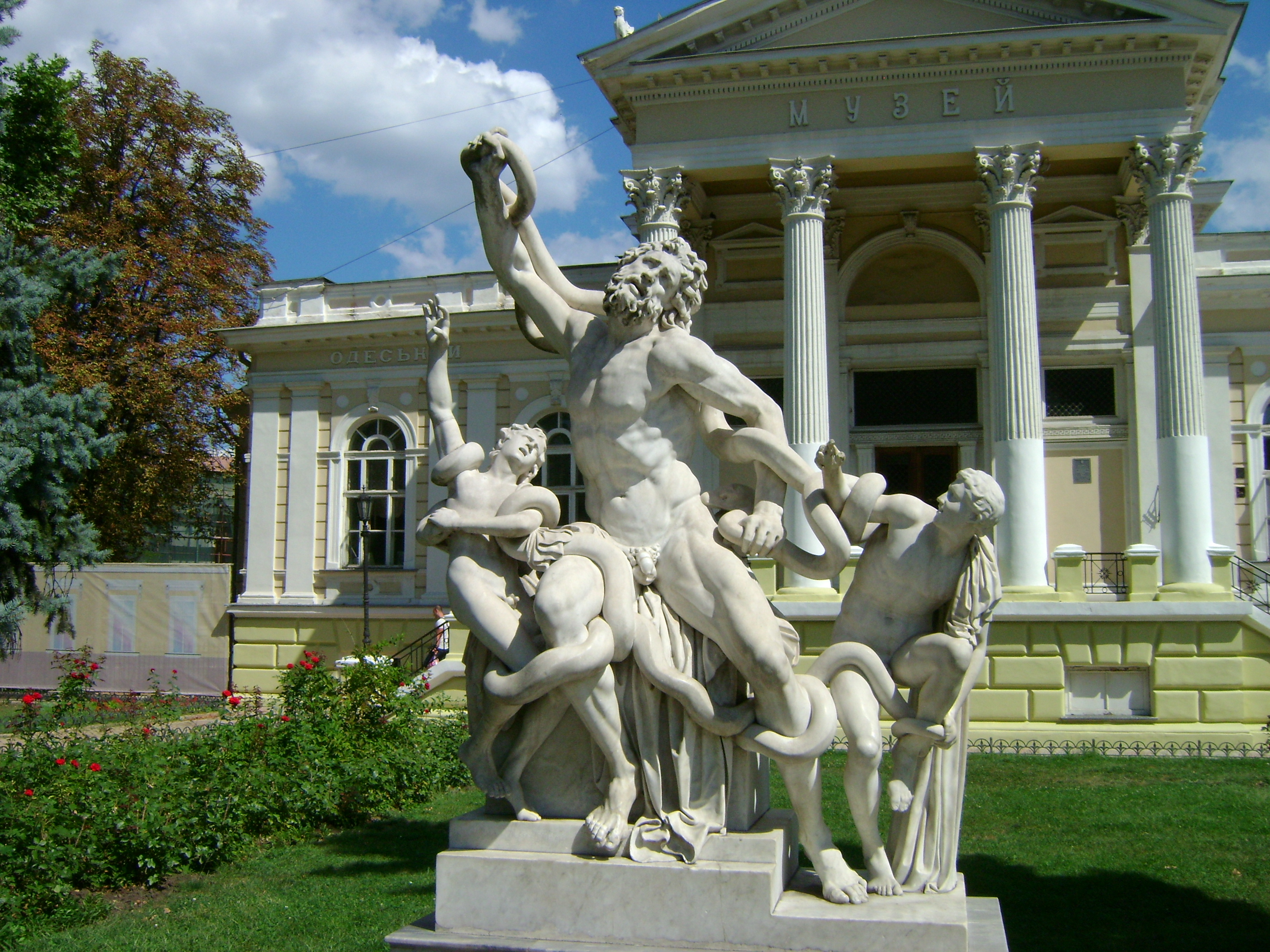
Копии известной скульптурной группы «Лаокоон и его сыновья»

Лучшие образцы античной скульптуры выставлены в вестибюле, специально построенного для музея в 1883 году. В первых двух залах демонстрируются материалы, охватывающие период от появления человека до II тысячелетия до н. э. Среди них находки из поселений и могильников культур Гумельница, Триполье, Усатово, подкурганных захоронений и сокровищ эпохи бронзы.
Культура скифских племён, живших в это время в степях Причерноморья, представлена материалами из поселений и захоронений, предметами вооружения, бронзовыми котлами и другой утварью, украшениями. К началу первого тысячелетия скифов потеснили сарматы, а в III—IV веках сложилось объединение племён, представленное предметами Черняховской культуры. Период IX—XI веков отражён в материалах из поселений и городов Киевской Руси, Белгорода, Кафы-Феодосии, острова Березань.
В «Золотой кладовой» музея экспонируются подлинные вещи из драгоценных металлов, древнейшие из них относятся к началу второго тысячелетия до н. э. Привлекают внимание украшения из скифских и сарматских могильников, средневековых захоронений кочевников, изделия славянских умельцев. Уникальным предметом из золота является двуручная чаша XV—XIII в. до н. э. Украшение «Золотой кладовой» — Златник князя Владимира, один из 11 известных в мире.
Из 55 000 монет, хранящихся в музее на обозрение выставлены наиболее редкие из золота и серебра, отчеканенных в Древней Греции, Риме, Византии. Также представлены монеты: домонгольской Руси, платежные слитки безмонетного периода (гривны), монеты периода феодальной раздробленности Киевской Руси, эпохи Московского государства, императорского периода и монеты советского чекана.

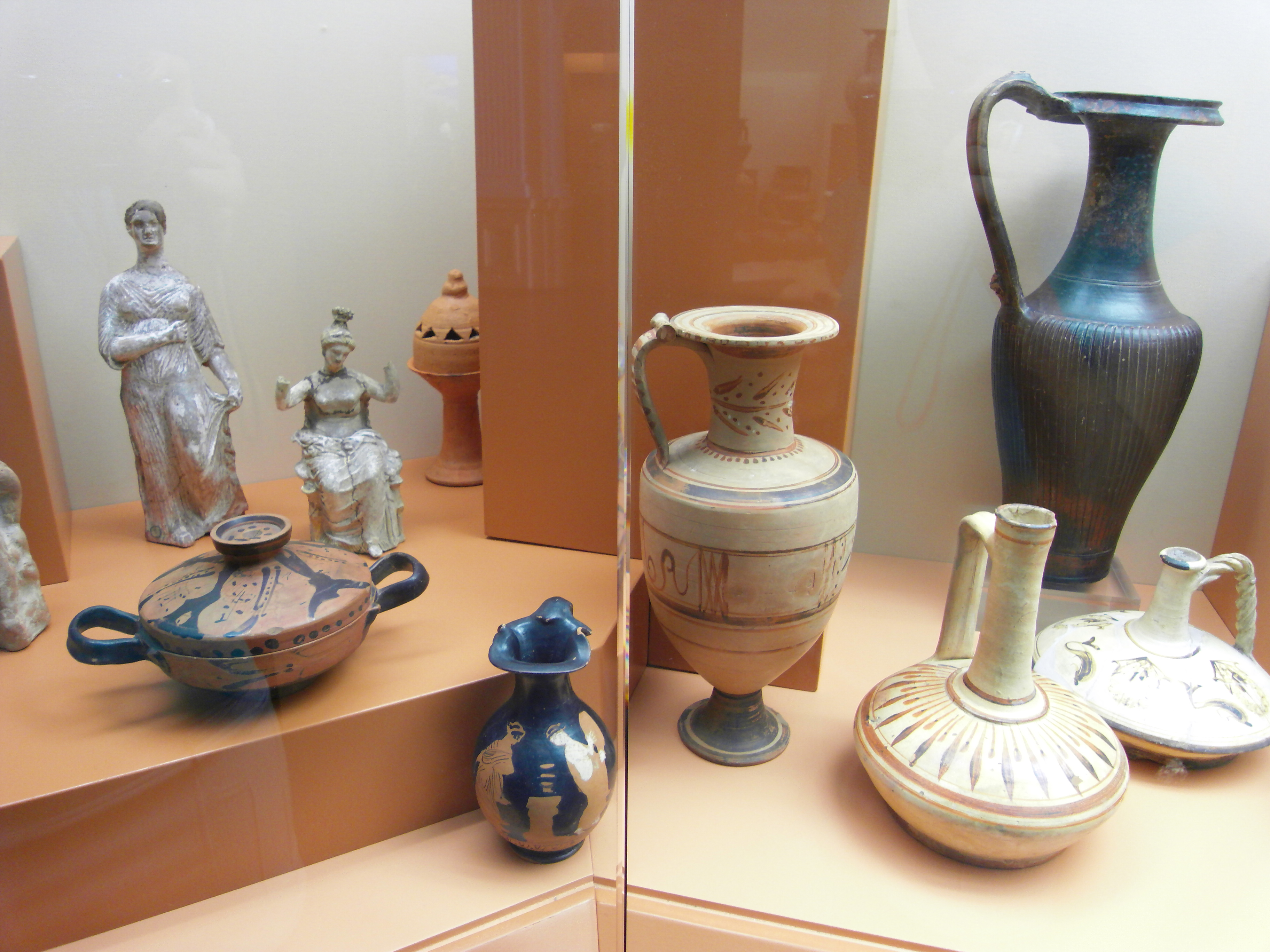
Вазопись Древней Греции
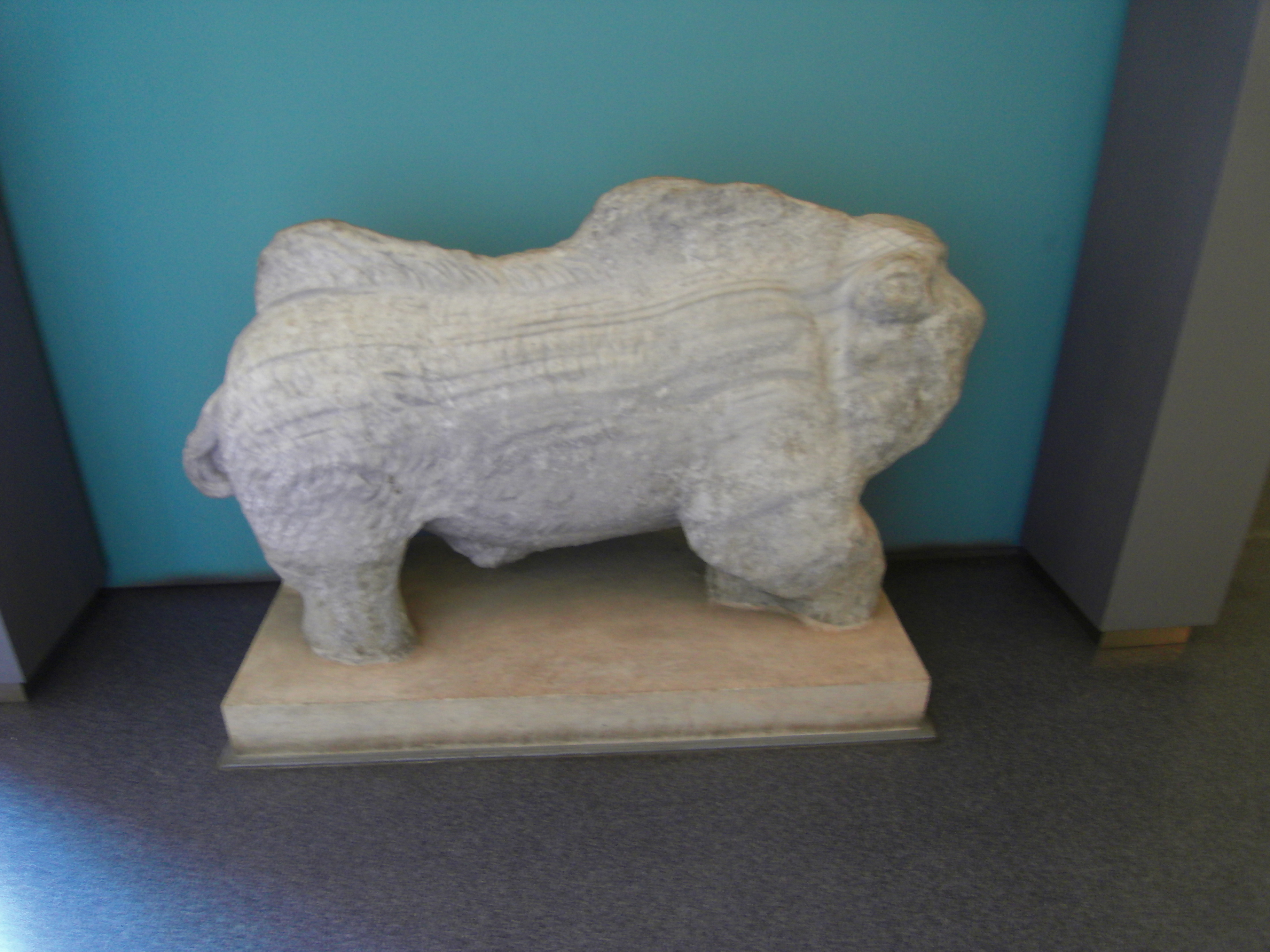
Мраморный бык, Никоний
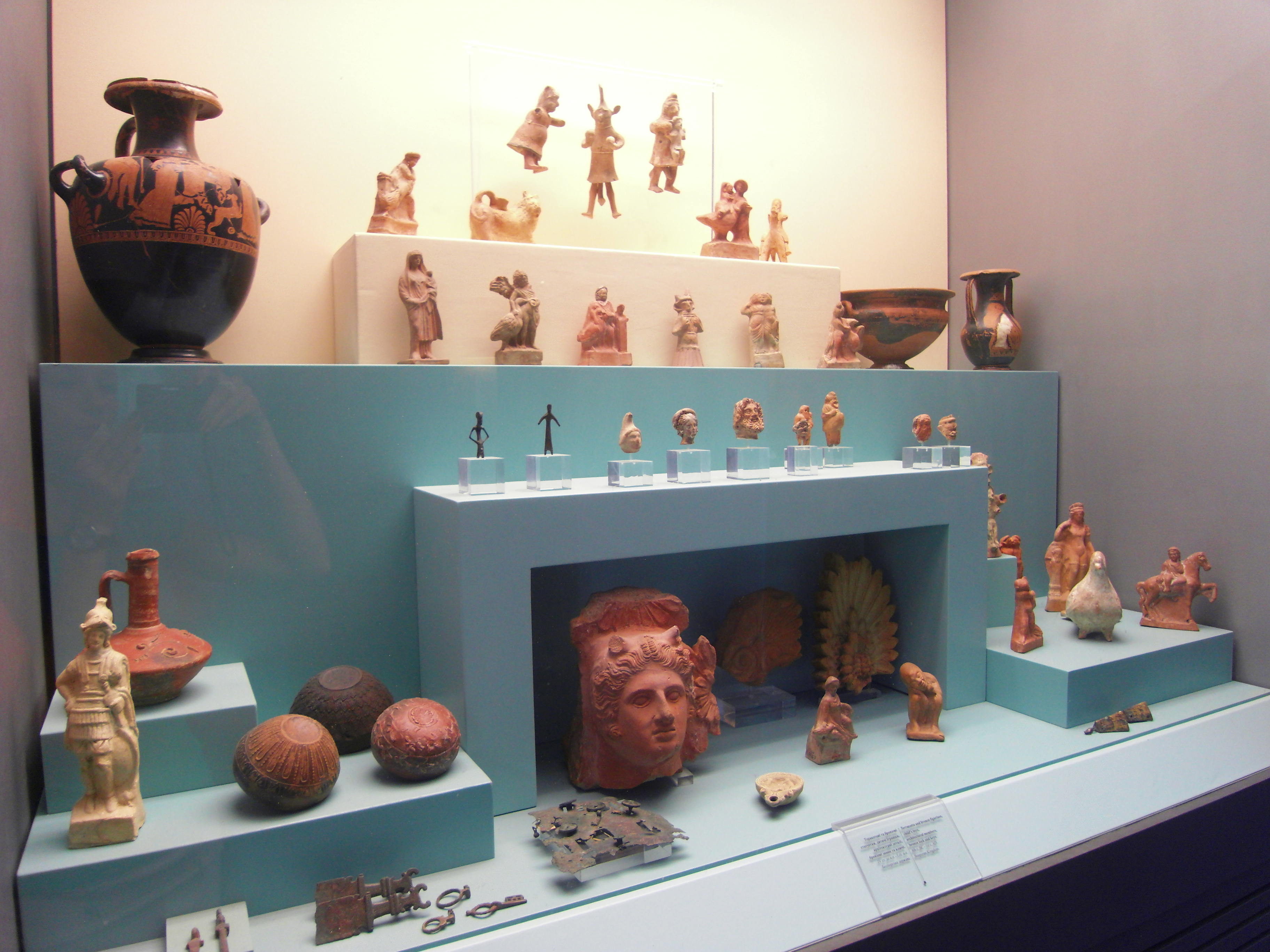
Терракотовые и бронзовые статуэтки, Боспорское царство
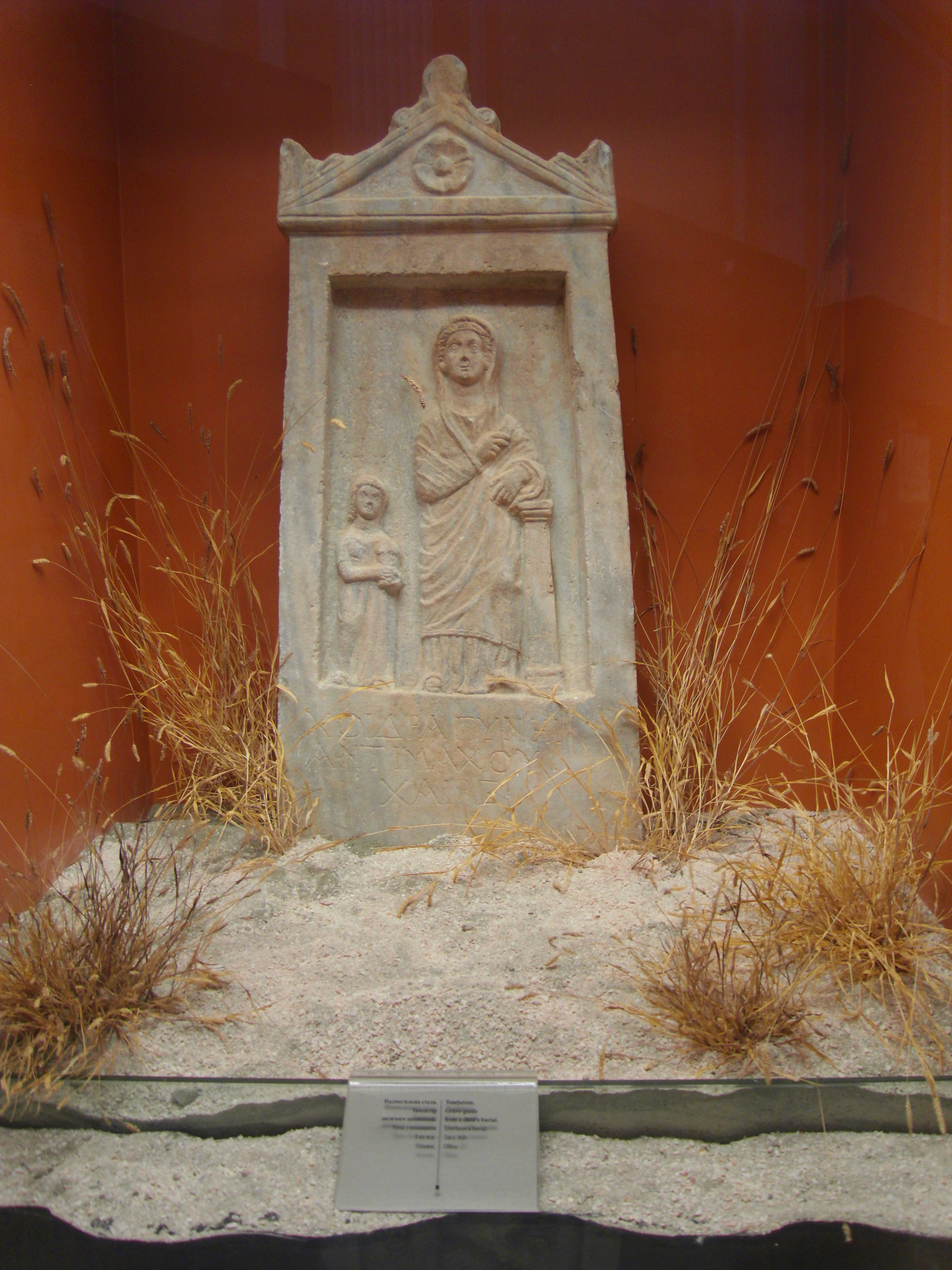
Надгробная стела из Ольвии
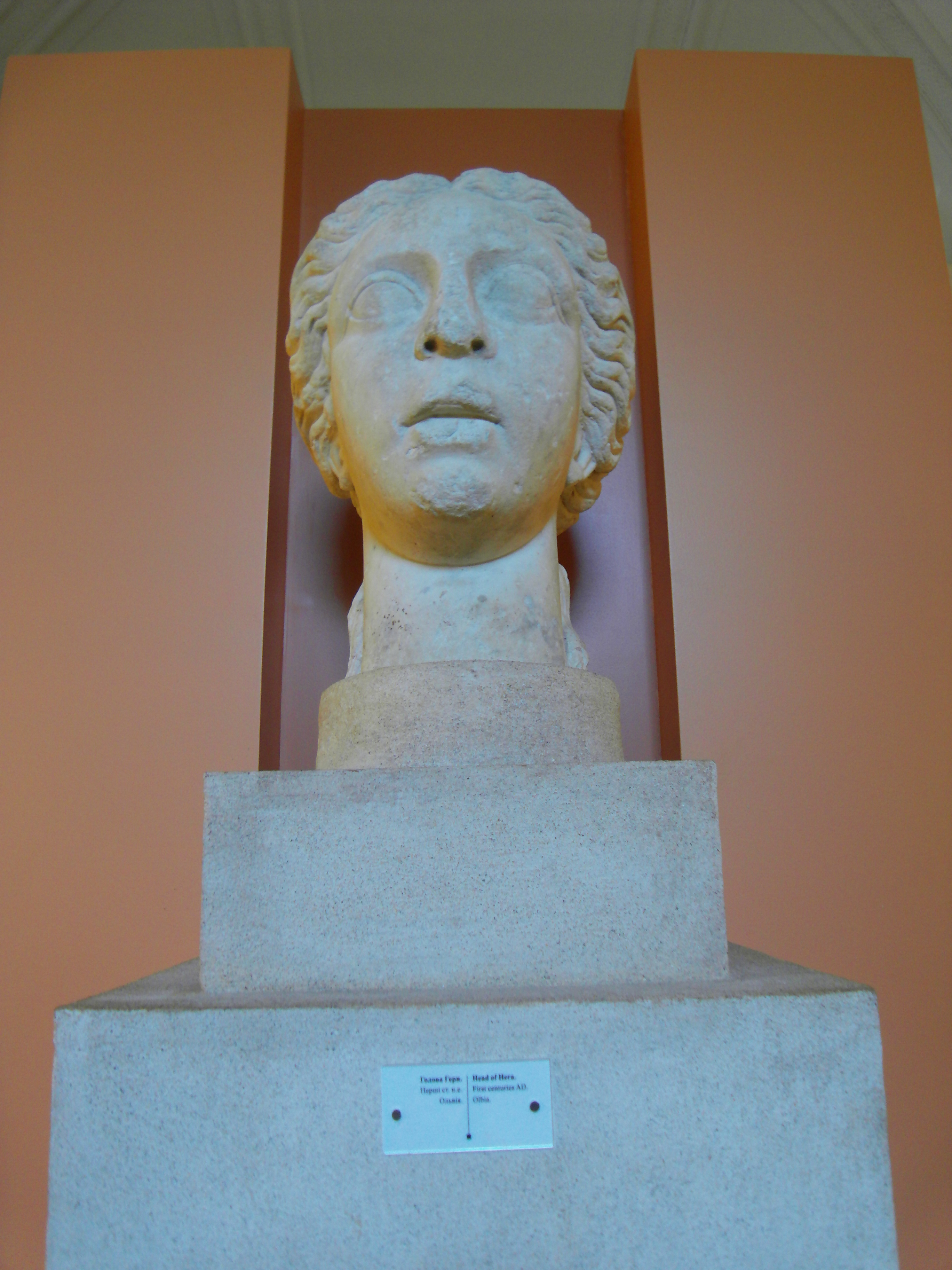
Голова Геры из Ольвии
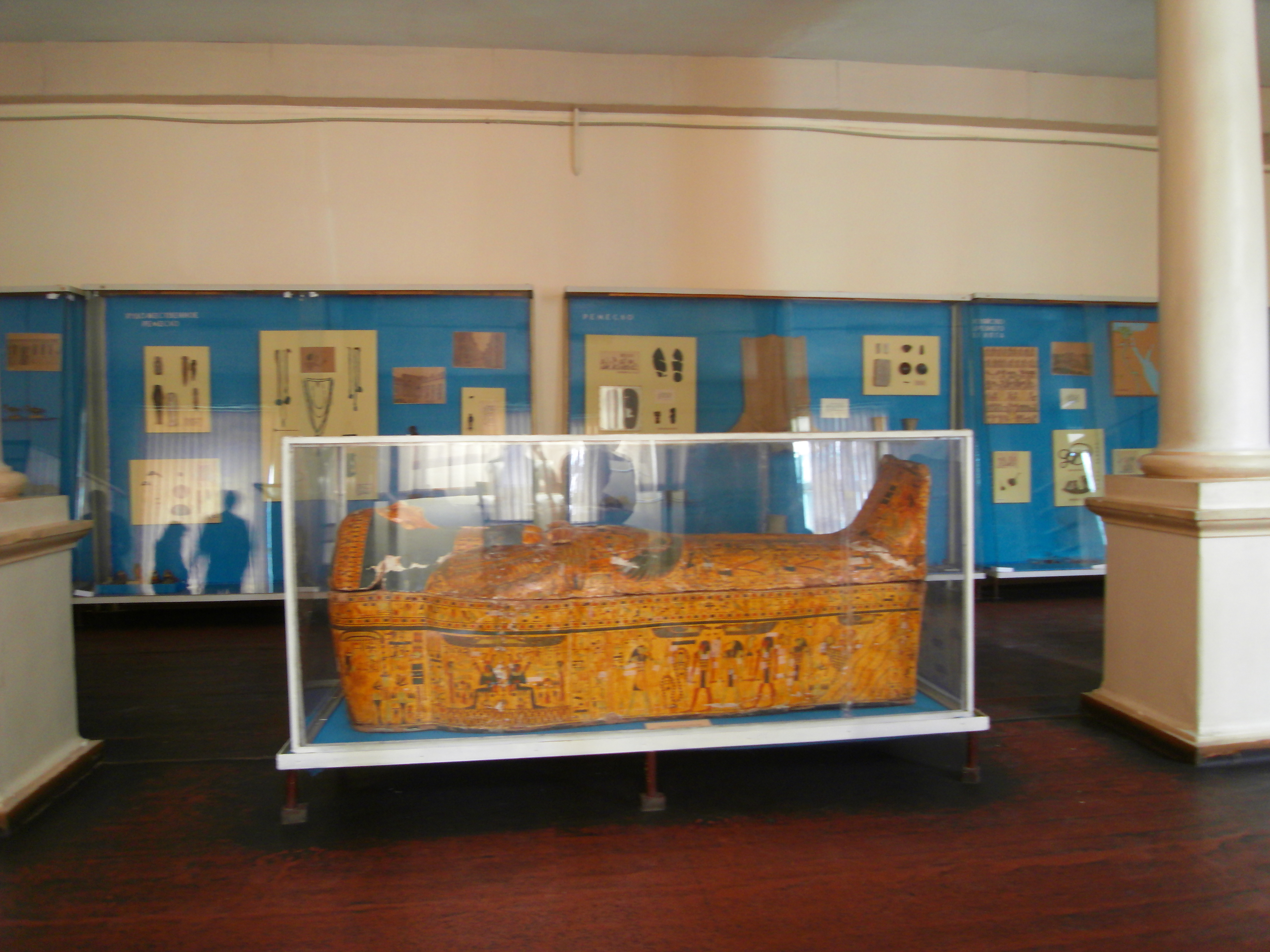
Древнеегипетский саркофаг

## Научная деятельность
Музей проводит археологические исследования на многих памятниках эпохи энеолита и бронзы (например, поселение поздней трипольской культуры Усатово, Маяки). Исследуются также памятники эпохи раннего железного века в низовьях Дуная (Орловка-Картал), античного времени — на берегу Днестровского лимана (город Никоний), Одесского залива — Тилигула. Экспедиция музея проводит исследования на острове Змеином.
Научная деятельность музея находит отражение в многочисленных публикациях, учёные музея поддерживают научные связи с украинскими и зарубежными коллегами. Совместная научная деятельность ведётся со специалистами Болгарии, Великобритании, Греции, Дании, Египта, Германии, Польши, Румынии, Франции и др. Музей участвует в выставках за рубежом.